# Pukki (ö i Norra Savolax, Kuopio, lat 63,24, long 28,10)
Pukki är en ö i Finland. Den ligger i sjön Syväri och i kommunen Kuopio i den ekonomiska regionen  Kuopio ekonomiska region  och landskapet Norra Savolax, i den centrala delen av landet, 400 km nordost om huvudstaden Helsingfors. Öns area är 7,7 hektar och dess största längd är 470 meter i öst-västlig riktning.